# 格尼萊茨河
53°41′26″N 16°56′37″E / 53.690544°N 16.943648°E
格尼萊茨河是波蘭的河流，位於該國北部，流經西波美拉尼亞省和濱海省，河道全長18公里，流域面積45平方公里，河口處在恰爾內。